# نهر كاجيرا
نهر كاجيرا أحد منابع نهر النيل ويعتبر البداية الفعلية للنهر.
يبلغ طول النهر حوالي 670 كم ينبع من مناطق الحدود الرواندية التنزانية التنزانية والحدود التنزانية الأوغندية.
ينبع النهر من منطقتين الأولى تقع على خط عرض 4 درجات حنوبا قرب شرق بحيرة تنجانقيا وهذة النقطة هي أبعد منبع لنهر النيل في الجنوب ويسمى النهر هنا روفوفو ومجراة من الجنوب إلى الشمال والرافد لاخر هو نهر نيافارونجو وينبع بالقرب من بحيرة كيفوو من جبال مفبيرو. ثم يجري النهر من إلى الشمال ثم إلى الجنوب الشرقي ويسيل وسط سلسلة من البحيرات والمستنقعات إلى أن يلتقي بنهر روفوفو ويجري إلى الشمال حتى خط عرض 1 جنوبا وهناك ينحني النهر إلى الشرق وينصرف إلى بحيرة فكتوريا في دلتا مصغرة.
يقول بعض العلماء ان نهر كاجيرا يعتبر محاكيا لنهر النيل حيث ان مجراه الأعلى جبلي والأوسط ملئ بالمستنقعات والأدنى اسرع جريان وينتهى إلى دلتا قبل نهايته في بحيرة فكتوريا.
يعتبر هذا النهر أطول روافد بحيرة فكتوريا.
اشتهر هذا النهر إعلاميا عام 1994 وذلك في مذابح رواندا حيث قتل الألاف على ضفتي النهر وألقيت جثثهم فيه. جرف النهر الجثث إلى بحيرة فيكتوريا مسببة تلوث بيئي كبير وخطير.